# Colur

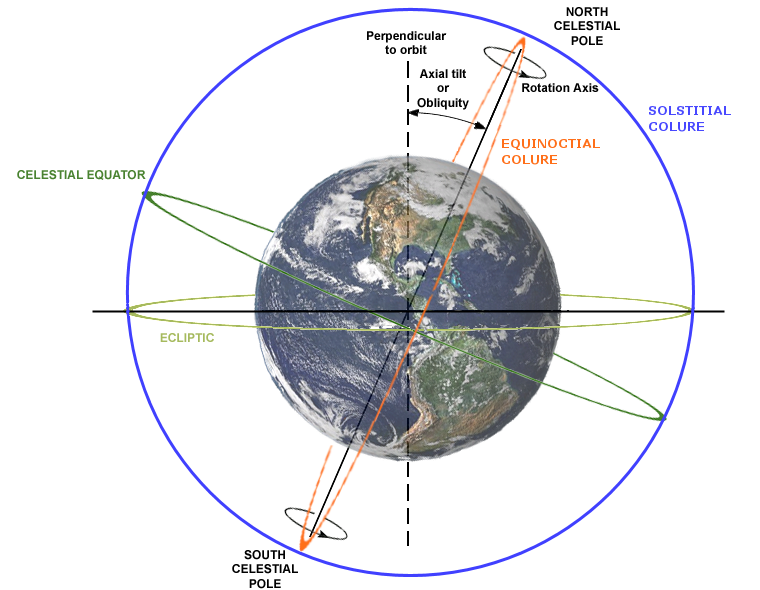
Äquinoktialkolur (rot)
Solstitialkolur (blau)

Colur oder Kolur von altgriechisch κόλουρος „abgeschnitten“ ist die heute veraltete Bezeichnung für zwei bestimmte Großkreise auf der Himmelskugel, die durch die Himmelspole verlaufen.
Es handelt sich um  den
Äquinoktialkolur,
der zusätzlich auf der Ekliptik durch den Frühlingspunkt und den Herbstpunkt der Sonne (Äquinoktien) verläuft und um den
Solstitialkolur (oder Zaphea),
der zusätzlich auf der Ekliptik durch die Punkte der Sonnenwenden (Solstitien) verläuft.
Diese beiden Großkreise sind vergleichbar mit durch die Erdpole verlaufenden Längenkreisen auf der Erde.
Teilweise verstand man auch die entsprechenden vier Meridiane als Koluren.
Der Begriff soll darauf zurückgehen, dass die Kreise nicht wie die übrigen Himmelskreise durch Rotation vollständig sichtbar werden, sondern durch den Horizont „abgeschnitten“ erscheinen.